# Аветаранян, Ованнес
Ованне́с Аветараня́н (арм. Հովհաննես Ավետարանյան), также известный как Яхья́ Аветараня́н (арм. Յահյա Ավետարանյան; имя при рожд. — Мехме́т Шюкри́ (арм. Մեհմեդ Շուքրի, осман. محمد شكری‎); 30 июня 1861, Эрзурум, Османская империя — 11 декабря 1919, Висбаден, Веймарская республика) — армянин турецкого происхождения. В 1892—1938 годах работал миссионером в церкви Миссионерского Завета Швеции в Южном Синьцзяне и преподавал местным жителям христианство, а также перевёл Новый Завет и другие книги на уйгурский язык. Согласно его автобиографии, являлся сеидом, то есть прямым потомком исламского пророка Мухаммеда.

## Биография
Родился 30 июня 1861 года в Эрзуруме в турецкой мусульманской семье. Его мать была глухой, слепой и немой и умерла, когда ему было всего два года. Его отец был дервишем. Мулла разрешил ему носить зелёный тюрбан, предназначенный для сеидов, после того как его тётя показала ему их семейную генеалогию.
Он получил довольно хорошее образование, что позволило ему говорить на нескольких языках. Помимо османского, других тюркских языков и арабского, он также владел немецким, английским, а возможно, французским и шведским. Он сначала стал муллой в Османской империи, но постепенно обратился к христианству после прочтения Евангелие, особенно потрясённый после казни в Константинополе 12 османских студентов, принявших христианство в 1880-х годах. Затем  вступил в контакт с пастором Амирханянцем и некоторыми священниками Армянской Апостольской церкви.
Он принял армянское имя Ованнес (Иоанн) Аветаранян (Аветаран означает «Евангелие») и 28 февраля 1885 года был крещён либо в Тифлисе, либо в Тебризе.
Был первым человеком из церкви Миссионерского Завета Швеции, который остался в Кашгаре в 1892 году. Там он перевёл Новый Завет на уйгурский язык. Он играл существенную роль в понимании уйгурского языка и являлся одним из пионеров в его изучении. Благодаря своему знанию османского языка, он стал искусным переводчиком христианских религиозных текстов на различные тюркские языки, включая османский, в то время как большинство его коллег-миссионеров обладали только знанием греческого и иврита. Кроме того, он перевёл на уйгурский язык некоторые книги Ветхого Завета, такие как «Иов», «Бытие», «Псалтирь», а также «Прогресс пилигрима» Джона Буньяна на османский язык.
В 1897 году он покинул Кашгар с надеждой на скорое возвращение, но обстоятельства сложились иначе. Вместо этого он решил присоединиться к немецкой восточной миссии (НВМ), которая находилась в Болгарии. Там он основал газету под названием «Гюнеш» на османском языке, которая стала голосом христианства. Эта газета была распространена даже в самой Османской империи.
Гёста Ракетт прибыл в Филиппополь, где приступил к работе с Аветараняном по пересмотру перевода Библии.
Он умер 11 декабря 1919 года в возрасте 58 лет в Висбадене.